# Bộ xương người

Chính diện bộ xương người trưởng thành

Nhìn từ đằng sau bộ xương người trưởng thành

Bộ xương người bao gồm tất cả các xương riêng lẻ hoặc nối liền với nhau được hỗ trợ và bổ sung bởi dây chằng, sụn, gân và cơ. Nó đóng vai trò như một cái khung làm chỗ bám giữ cho các cơ, nâng đỡ cho các cơ quan nội tạng và bảo vệ các cơ quan như tim, phổi, não. Đây là một trong những lý do khiến khối lượng bộ xương người thường chiếm 12 đến 20% tổng khối lượng cơ thể người với giá trị trung bình là 15%.
Những xương được nối với nhau gồm có xương của sọ người và khung xương chậu. Không phải tất cả các xương đều nối liền trực tiếp với nhau: có 3 mảnh xương trong tai giữa gọi là xương nhỏ  chỉ khớp được với mỗi một trong số những cái còn lại. Xương móng nằm ở cổ có vai trò như giá đỡ cho lưỡi không dính với bất cứ xương nào khác trong cơ thể người mà được hỗ trợ bởi cơ và dây chằng.

## Các phần chính bộ xương
- Xương đầu: khối xương sọ và xương mặt
- Xương thân: cột sống gồm nhiều đốt sống khớp lại với nhau
- Bốn chỗ công cùng với xương ức xương sườn => lồng ngực
- Xương chi: đai xương có đai vai đai hông

Vai trò của xương tạo khung giúp cơ thể có hình dạng nhất định chỗ bám các cơ giúp cơ thể vận động, bảo vệ nội quan.